# Sydney Penny
Sydney Margaret Penny (nascuda el 7 d'agost del 1971), és una actriu nord-americana. Va començar la seva carrera com a intèrpret infantil apareixent en pel·lícules fetes per a la televisió. Va fer el seu debut a la gran pantalla a la pel·lícula el Genet Pàl·lid dirigida per Clint Eastwood. Va rebre un total de sis nominacions als Young Artist Awards, guanyant-ne dues per interpretar a la jove Meggie Cleary a la minisèrie The Thorn Birds (1983) i per Genet Pàl·lid. Penny també va protagonitzar la comèdia The New Gidget (1986–1988) i va interpretar Bernadette Soubirous a la pel·lícula dramàtica francesa Bernadette (1988) i la seva seqüela La passió de Bernadette (1990), ambdues dirigides per Jean Delannoy.

## Carrera
Nascuda a Nashville, Tennessee, i criada a Chatsworth, Califòrnia, filla filla de l'exdirector de banda i comediant de Western Swing Hank Penny i la seva dona, Shari. Va tenir aparició primerenca a la minisèrie The Thorn Birds quan només tenia 11 anys. També va aparèixer com Dani a The New Gidget i com una jove obsessionada amb coloms en un episodi de la sèrie policial T. J. Hooker. A l'edat de 13 anys, Penny va interpretar Megan Wheeler al western de Clint Eastwood el Genet Pàl·lid, estrenat el 26 de juny de 1985. Per aquesta interpretació va ser guardonada amb el Premi Young Artist en la seva 7a edició al desembre de 1985.
Va posar veu a Lucy Furgoneta Pelt a l'especial televisiu It's Magic, Charlie Brown (1981).Va interpretar el paper de Julia Santos Keefer a la telenovel·la All My Children, del 1993 al 1996, amb aparicions especials el 1997 i el 2002 i va tornar al programa el 2005. Penny va deixar el programa el maig del 2008 quan Julia va ser assassinada. També va aparèixer a les sèries de Santa Barbara com B. J. Walker durant 1992-1993, Sunset Beach com Meg Cummings (reemplaçant Susan Ward el 1999), Beverly Hills, 90210 i Hyperion Bay com Jennifer.
A l'agost de 2003, va ser triada com Samantha Kelly a The Bold and the Beautiful. Del 2001 al 2003, Penny va protagonitzar la sèrie d'aventures d'acció produïda internacionalment, Largo Winch. L'agost de 2003, va ser elegida com Samantha Kelly a The Bold and the Beautiful. El personatge mai es va fer popular i Penny va sortir en un paper recurrent a finals de 2004. Va aparèixer per última vegada el 26 d'abril de 2005 i es va unir a All My Children uns mesos després. Es va quedar amb el programa durant tres anys més. Des que va deixar la televisió diürna, Penny va protagonitzar Drop Dead Diva i Pretty Little Liars. Va protagonitzar el nombre de pel·lícules per a Hallmark Channel i Lifetime, notables Hidden Places (2006), The Wife He Met Online (2012) i Killer Crush (2015).

## Vida personal
El 1995, Penny es va casar amb el productor Robert Powers, i viu a Wilmington, Carolina del Nord des del 2005. Van tenir un fill l'any 2007, i ha continuat sent bona amiga de la seva coprotagonista a All My Children, Sarah Michelle Gellar.

## Filmografia
| Cinema - Genet pàl·lid (1985) com Megan Wheeler. - Hyper Sapien: People from Another Star (1986) com Robyn. - Bernadette (1988, francès ) com Bernadette Soubirous . - La Passion de Bernadette (1988, francès ) com Bernadette. - In the Eye of the Snake (1990) com a Malika. - Enchanted (1998) com a Natalie Ross. - The Pawn (1998) com a Megan. - Little Red Wagon (2012) com Ashley Lagare. - Ambush at Dark Canyon (2012) com a Madeleine Donovan. - The Perfect Summer (2013) com a Alyssa. - Heart of the Country (2013) com a Candace. - Heritage Falls (2016) com a Heather Fitzpatrick. - Mountain Top (2017) com a Jutge Coberg. | Televisió - It's Magic, Charlie Brown (1981, pel·lícula de televisió) com Lucy Furgoneta Pelt (veu). - Fama (1982, com a estrella convidada) com a Susan Marshall. - L'ocell arç (1983, minisèrie de televisió) com la jove Meggie Cleary. - TJ Hooker (1983) com Katie Abrigos. - Silver Spoons (1984) com a Billie. - El quart Rei Mag (1985, pel·lícula de televisió) com Shameir. - News at Eleven (1985, pel·lícula de televisió) com Melissa Kenley. - The Twilight Zone (1986) com a Mary Miletti. - The New Gidget (1986-1987) com Dani - Child of Darkness, Child of Light (1991, pel·lícula de televisió) com Margaret Gallagher. - Santa Barbara (1992-1993) com a BJ Walker. - All My Children (1993-2008) com a Julia Santos Keefer. - Hearts Adrift (1996, pel·lícula de televisió) com Maxine (Max) Deerfield. | - Hyperion Badia (1998-1999, paper principal) com a Jennifer Worth. - Sunset Beach (1999, provisional recast) com Meg Cummings. - Beverly Hills, 90210 (2000) com Josie Oliver. - Llarg Winch (2001-2003) com a Alegria Arden. - The Bold and the Beatiful (2003-2005) com a Samantha Kelly. - Hidden Places (2006, pel·lícula de televisió) com Eliza Monteclaire Wyatt. - The Wish List (2010, pel·lícula de televisió (Hallmark)) com Chloe. - Days of Our Lives (2011) com a Dr. Liv Norman. - Drop Dead Diva (2011; episodi #3.6) com a CEO. - The Wife He Met Online (2012, pel·lícula de televisió) com Geòrgia. - Pretty Little Liars (2014-2015) com a Leona Vanderwaal. - Killer Crush (2015, pel·lícula de televisió) com Gaby. |